# Ibach (Wuppertal)
Ibach ist ein Wohnplatz im Norden der bergischen Großstadt Wuppertal.

## Lage und Beschreibung
Der Wohnplatz liegt im Norden des Wohnquartiers Dönberg im Stadtbezirk Uellendahl-Katernberg auf einer Höhe von 303 m ü. NHN unmittelbar an der Stadtgrenze zu Velbert.
Benachbarte Orte sind neben Dönberg die Wohnplätze und Hofschaften Schmiede, Neue Wiese, Busch, Pottstemmer, Am Strauch, Danz, Danzberg, Kobeshäuschen, Fettenberg, Weißenibach, Grades, Jungenholz, Stürmann, Schell, Junkernbruch, Jommerhönschen und Kloppwamms sowie die Velberter Ortschaften Köttgen, Lippgesfeld, Obere- und Untere Hageroth.
Der Ort liegt am Abzweig der Landesstraße 107 von der Landesstraße 433. 

## Wirtschaft und Infrastruktur
Im Ort ist ein Getränkehandel angesiedelt. Der Ort besitzt eine Anbindung an den ÖPNV mittels zweier Buslinien. 

## Geschichte
Im 19. Jahrhundert gehörte Ibach zu den Außenortschaften der Bauerschaft und der Kirchengemeinde Dönberg in der Bürgermeisterei Hardenberg, die 1935 in Neviges umbenannt wurde. Damit gehörte es von 1816 bis 1861 zum Kreis Elberfeld und ab 1861 zum alten Kreis Mettmann. 
Im Gemeindelexikon für die Provinz Rheinland von 1888 werden ein Wohnhaus mit sieben Einwohnern angegeben.
Der Ort ist auf der Topographischen Aufnahme der Rheinlande von 1824 und auf der Preußischen Uraufnahme von 1843 als Ibach eingezeichnet. Auf Messtischblättern bis Mitte des 20. Jahrhunderts ist der Ort ebenfalls als Ibach beschriftet.
Mit der Kommunalreform von 1929 wurde der südliche Teil von Dönberg abgespalten und mit weiteren, außerhalb von Dönberg liegenden Nevigeser Ortschaften in die neu gegründete Stadt Wuppertal eingemeindet, der Rest Dönbergs mit Ibach verblieb zunächst bei Neviges. Durch die nordrhein-westfälische Gebietsreform kam Neviges mit Beginn des Jahres 1975 zur Stadt Velbert und das restliche Dönberg wurde ebenfalls in Wuppertal eingemeindet.